# Susány
Susány (szlovákul Sušany) község Szlovákiában, a Besztercebányai kerület Poltári járásában.

## Fekvése
Rimaszombattól 15 km-re, északnyugatra fekszik, a Szuha-patak (Suchá) völgyében.
Keletről Kruzsnó, északkeletről Bakostörék és Rimaráhó, északnyugatról Telep, nyugatról Cserepes és Fazekaszsaluzsány, délről pedig Osgyán községekkel határos.
1921-ben még 19,55 km²-es területe 1937-ben, Kruzsnó önállósulásával a jelenlegi 12,9440 km²-re csökkent.

## Története
A község területén a bronzkorban a nagyrévi kultúra települése állt. A mai települést 1407-ben "Swsanfewlde" alakban említik először, ekkor a Mikófalvy család birtoka volt. Később az ozsgyáni uradalom része. 1828-ban 53 házában 474 lakos élt. 1837-ben 610-en lakták. Lakói a mezőgazdaságon kívül zsindelykészítéssel és fazekassággal is foglalkoztak. Egykor híres fazekasfalu volt. A régi fazekasműhelyek közül néhány még látható.
Fényes Elek szerint: "Sussán, tót falu, Gömör és Kis-Honth egyesült vgyékben, Osgyánhoz 1 órányira, 574 kath., 36 evang. lak. – Az osgyáni urad. tartozik. Ut. p. Rimaszombat."
Gömör-Kishont vármegye monográfiája szerint: "Susány, a Szuha völgyében fekvő tót kisközség, 150 házzal és 709 róm. kath. vallású lakossal. 1407 és 1422 között a Mikófalvy család birtoka. 1413-ban Susánfölde néven tünik fel. Később az osgyáni uradalomhoz tartozik, melynek a Bakos, a Korponay, majd a br. Luzsénszky család volt a földesura. Ezeken kívül a Malatinszky családnak is volt benne része, most pedig br. Luzsénszky Henriknek, Marton Jánosnak és Ungár Rudolfnak van itt birtoka. A lakosok cserépzsindely- és fazék-készítéssel foglalkoznak. Róm. kath. temploma 1835–1844 között épült. Ide tartoznak Szent-Tornya, Hrb és Jelena puszták, mely utóbbi hajdan külön község és Ajnácskővár tartozéka volt. A 18. században, a mikor Jelenovo tót néven is említik, híres savanyúvize volt, melyet messze vidékre elszállítottak. A község postája Osgyán, távírója és vasúti állomása Rimaszombat."
A trianoni békeszerződésig Gömör-Kishont vármegye Rimaszombati járásához tartozott.
1937-ben – a határának keleti részében 1923-ban létesített kolónia – Kruzsnó önálló községgé alakult, elszakadva Susánytól.

## Népessége
| Év:            | 1994. | 2004.   | 2014.   | 2024.   |
| -------------- | ----- | ------- | ------- | ------- |
| Emberek száma: | 460   | 451     | 435     | 420     |
| Eltérés:       |       | -1,95 % | -3,54 % | -3,44 % |

| Év:            | 2023. | 2024.   |
| -------------- | ----- | ------- |
| Emberek száma: | 422   | 420     |
| Eltérés:       |       | -0,47 % |

1910-ben 662, többségben szlovák anyanyelvű lakosa volt, jelentős magyar kisebbséggel.
2011-ben 453 lakosából 401 szlovák volt.

## Nevezetességei
- Szent Anna tiszteletére szentelt, római katolikus temploma 1835-ben épült, 1911-ben bővítették.

## Külső hivatkozások
- E-obce.sk Archiválva 2008. szeptember 20-i dátummal a Wayback Machine-ben
- Susány a régió honlapján[halott link]
- Községinfó